# 沈素英 (1995年)
沈素英（韓語：심소영，1995年1月16日—)，韓國女演員、女模特兒、女藝人，名字常被誤音譯為沈小英。

## 學歷
- 美國韋爾斯利學院最年輕的入學者。

## 演出作品

### 綜藝節目
- 2017年《黃金漁場 Radio Star》E515.170222－「學習最簡單了~學習之神！」特輯[4][5]。
- 2017年《Lipstick Prince》 第二季 170427 E05 嘉賓(公主)
- 2017年《現場脫口秀Taxi》 E484 6月14日  嘉賓 與 趙勝延、李水連
- 2017年《Heart Signal》固定主持人之一[6]。
- 2017年《SNL Korea》第九季固定成員[7]。
- 2018年《吃貨48小時》 第三季 in 西班牙 5月22、29日 , 6月5、12、19日 與 鄭恩地(Apink)

### 戲劇
- 2016年網路劇《내손여》
- 2022年：Coupang Play《獨角獸》
- 2024年：tvN《媽媽朋友的兒子》飾演 李娜贇

### 音樂MV
- 유세윤 - "중2병" (2015)
- GD&TOP - "쩔어" (2015)
- 블락비 - "몇 년 후에" (2016)
- 레이 - "모노드라마" (2016)

## 外部連結
- 沈素英的Instagram帳戶